# Miriam Kidde Christensen
Miriam Gabriella Julie Kidde Christensen (født 14. april 1983) er en dansk prisvindende dokumentarfilmsinstruktør.
Miriam Kidde Christensen er uddannet som TV-tilrettelægger ved Journalist og mediehøjskolen i 2014.
Hun har bl.a stået bag Dokumentarserien "100 falske forelskelser" DR3 (Vinder af TV Prisen 22 for "Bedste True crime" og "Årets Nyskabelse") og dokumentarserien "Uden samtykke" DR3 (Vinder af Danish Rainbow Awards 23  "Medieprisen").